# Faustus Cornelius Sulla (quaestor in 54 v.Chr.)
Faustus Cornelius Sulla (ca. 86 v.Chr. - Mauritanië, 46 v.Chr.) was een Romeins senator ten tijde van de Republiek.

## Biografie
Faustus Cornelius Sulla werd geboren als de zoon van de Romeinse dictator Lucius Cornelius Sulla en zijn vrouw Caecilia Metella. Toen zijn vader stierf in 78 v.Chr. werden hij en zijn tweelingzus opgevoed door zijn vaders vriend Lucius Licinius Lucullus. Faustus trouwde met Pompeia, een dochter van Pompeius Magnus en hij begeleidde zijn schoonvader tijdens zijn veldtocht tegen Mithridates. Zo was hij betrokken bij de inname van Jeruzalem in 63 v.Chr. Na zijn terugkomst in Rome hield hij enkele evenementen ter ere van zijn vader.
In 54 v.Chr. werd Faustus benoemd tot quaestor en twee jaar later werd hij aangesteld om de Curia Hostilia te herbouwen. Tijdens de Romeinse Burgeroorlog koos hij de zijde van zijn schoonvader. Na de Slag bij Thapsus vluchtte hij naar Mauritanië. Daar werd hij gevonden door Publius Sittius en werd door deze dienaar van Caesar vermoord. Faustus liet bij zijn vrouw drie kinderen na: Faustus Cornelius Sulla, Lucius Cornelius Sulla Felix Ahenobarbus en Cornelia Sulla.